# Келльнер, Лоренц
Лоренц Келльнер (нем. Lorenz Kellner; 29 января 1811, Хайлигенштадт — 18 августа 1892, Трир) — немецкий педагог, доктор наук.

## Биография
Лоренц Келльнер родился 29 января 1811 года в городе Хайлигенштадте в семье Генриха Келльнера, который, в свою очередь, учился у Песталоцци и вводил предложенные тем методы преподавания в средней школе, в которой преподавал. Келльнер-младший окончил гимназию в Хильдесхайме и учительскую семинарию в Магдебурге. В дальнейшем он преподавал в школах и учительских семинариях в Эрфурте и Айхсфельде (в последнем — под руководством своего отца), а затем организовывал систему образования в муниципалитетах Мариенвердера и Трира (с 1855 года). 
В 1863 году в Мюнстере ему была присуждена докторская степень honoris causa.
Педагогическое наследие Келльнера включает, прежде всего, учебник «Практический курс немецкого преподавания» (нем. «Praktischer Lehrgang für den deutschen Unterricht»; 1837—1840), в котором сухое обучение грамматическим формам заменено чтением литературных образцов, знакомящих с духом языка. 
В книге «К школьной и домашней педагогике» (нем. «Zur Pädagogik der Schule und des Hauses. Aphorismen»; 1850) собраны 178 коротких эссе по самым разнообразным аспектам педагогической теории и практики. Трёхтомные «Картины и эскизы из истории воспитания» (нем. «Skizzen und Bilder aus der Erziehungsgeschichte»; 1862) представляли собой первую книгу по истории педагогики, написанную с католических позиций.
Лоренц Келльнер умер 18 августа 1892 года в городе Трире.